# Charlie Schumacher

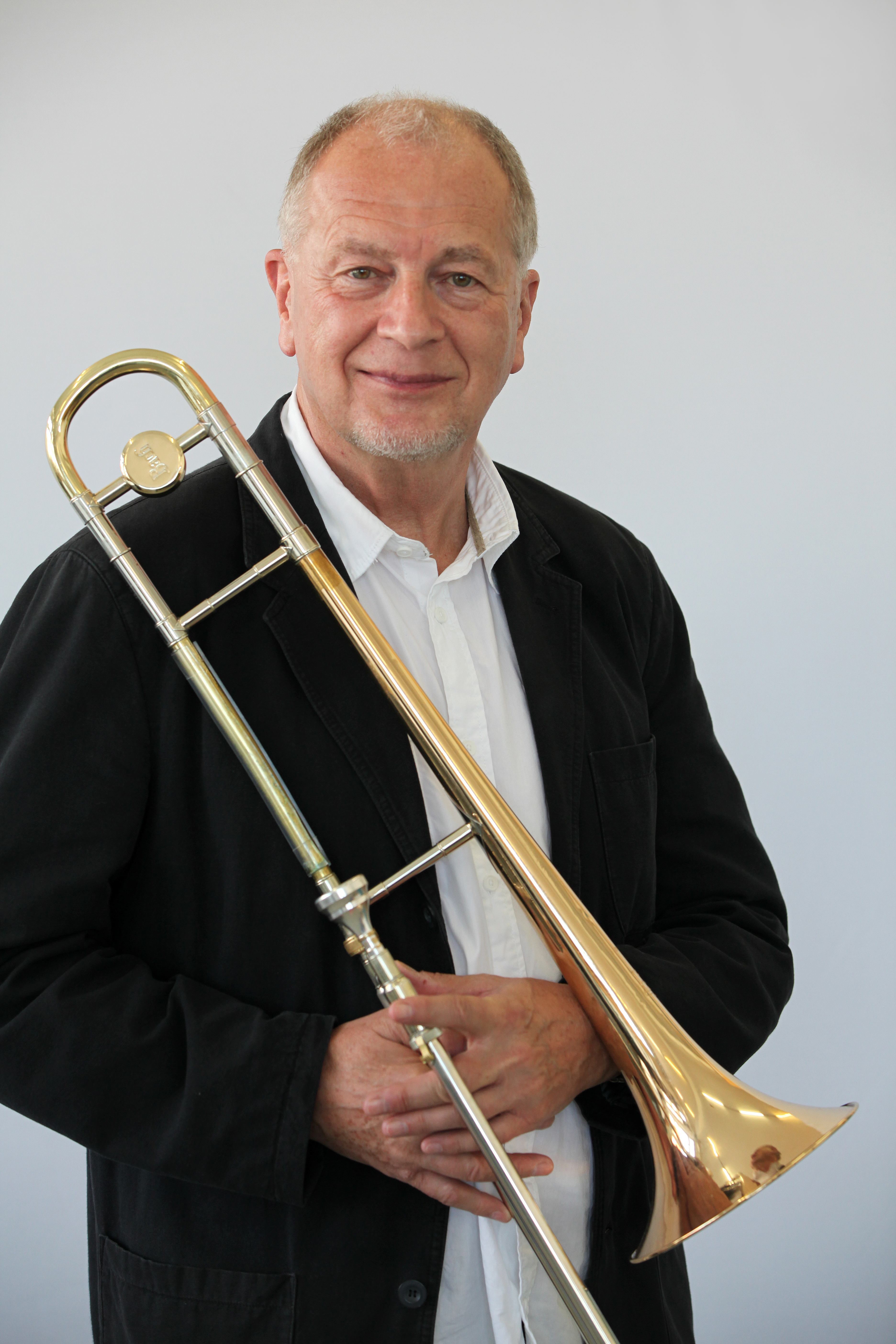
Charlie Schumacher (2011)

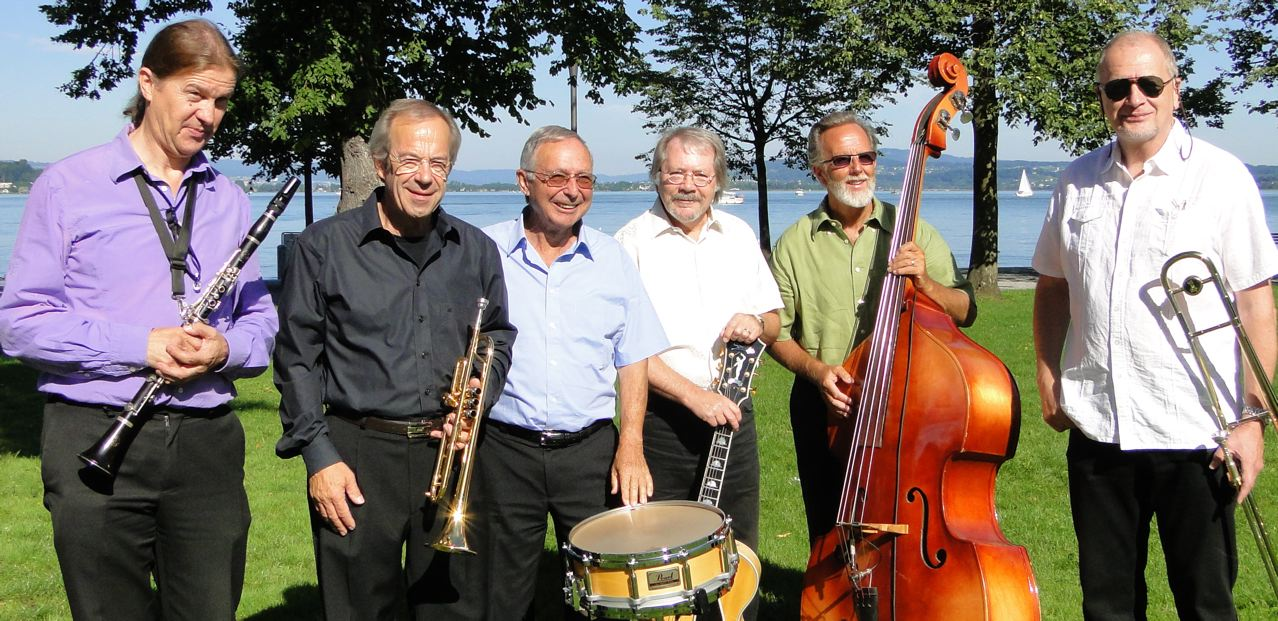

Charlie Schumacher (* 12. Mai 1939 in Luzern) ist ein Schweizer Posaunist, der sich vorwiegend dem Jazz widmet.

## Leben
Als 15-Jähriger erlernte Charlie Schumacher das Trompetenspiel in der Knabenmusik. Kollegen in Luzern motivierten ihn, auf das Instrument Posaune zu wechseln. Nach autodidaktischer Ausbildung wurde Schumacher Mitglied der Stella Boys, einer Jazzband, die in den Jahren 1957/58 im Auftrag der Zigarettenmarke Stella Filtra in Schweizer Kasernen bei Unterhaltungsanlässen für Rekruten spielte.
Im Februar 1957 spielten die Old Time Jungle Cats auf dem Luzerner Dietschiberg, wo auch Schumacher anwesend war. Nach einem spontanen gemeinsamen Jam wurde er eingeladen, festes Mitglied der Band zu werden. Bereits am nächsten Morgen spielte Schumacher zusammen mit der Band im Luzerner Nölliturm. Während 53 Jahren wirkte Charlie als Posaunist und Sänger als festes Mitglied der Band, unter anderem bei Radio- und Fernsehauftritten, Teilnahmen am Jazz Festival Zürich (1958–1964), am 8. Deutschen Jazzfestival 1962 in Frankfurt am Main, sowie 1989 am Soho Jazz Festival auf dem Londoner Leicester Square. Konzerte und Auftritte erfolgten quer durch die Schweiz, in Deutschland, England, Frankreich, Österreich und Spanien. Außerdem war er mehrfacher Preisträger am Jazz Festival Zürich im alten Stil wie auch im Modern Jazz.

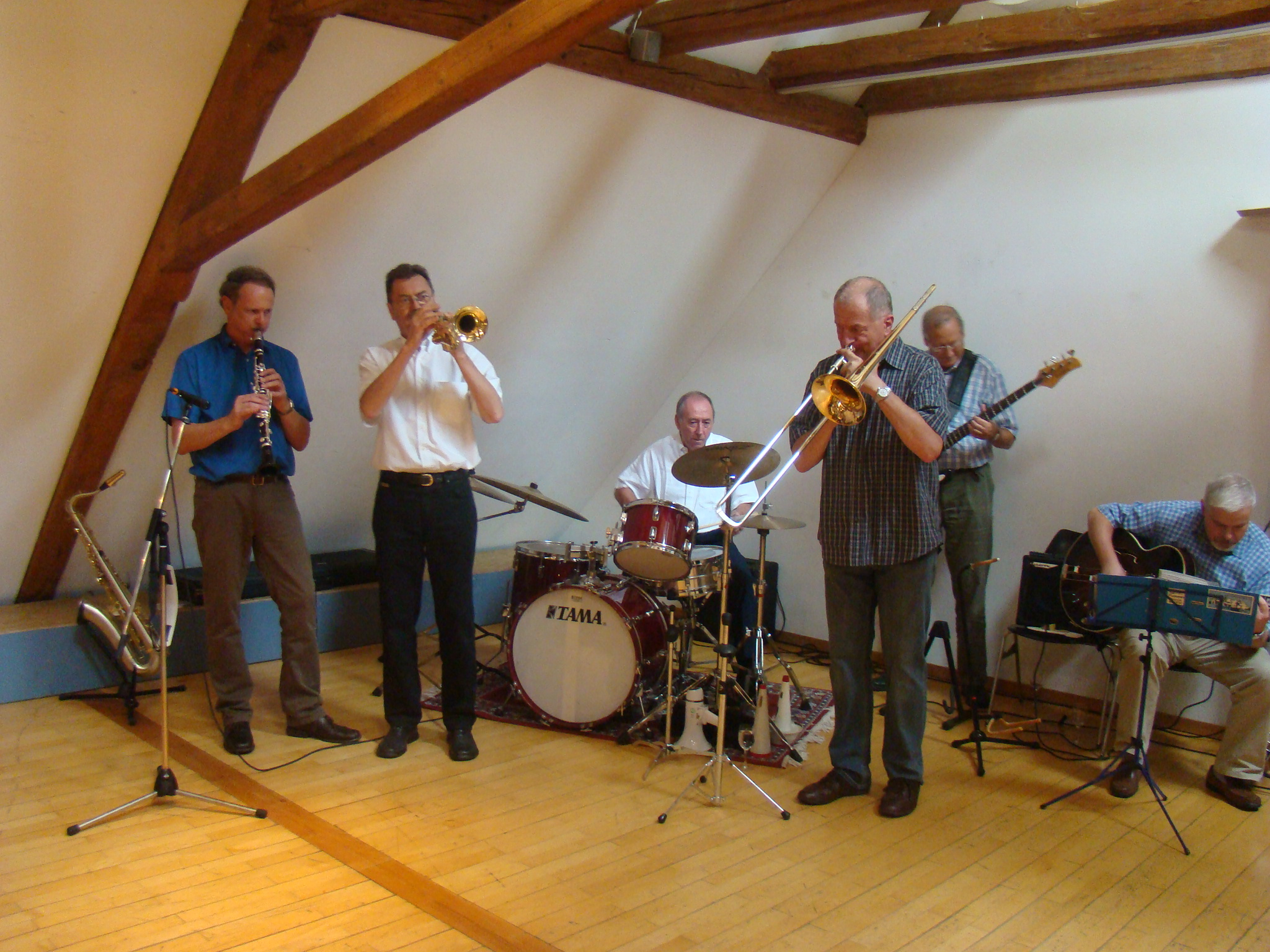
Dixie Jumpers (2008)

Schumacher spielte zudem in 47 Bands als festes Mitglied und/oder Ersatz, darunter die Bucktown Jazzband (1995–2012), die Chicago Swing Rats (2009–2014), die Riverboat Jazzband (2003–2006), die Dixe Jumpers (2005–2010), die Lazy River Jazzmen (2005–2011), die Palme Allstars (2006–2012), Royal Sonesta (2011–2012) und Jazz<n>Joy (2011–2012).

## Rangierungen am Zürcher Jazz Festival
- 1958: 6. Rang (Posaune alter Stil, Old Time Jungle Cats)
- 1959: 5. Rang (Posaune alter Stil, Old Time Jungle Cats)
- 1960: 3. Rang (Posaune alter Stil, Old Time Jungle Cats)
- 1964: 2. Rang (Posaune alter Stil, Old Time Jungle Cats)
- 1962: 3. Rang (Trombone modern jazz, Lighttown Octet)

## Diskographie
- The Jungle Cats in Town, Top-Jazz Vertrieb Luzern, 1975
- The Old Time Jungle Cats in Jubilee, Elite Special Swiss Jazz, 1976
- Happy Dixieland, NSB Records, 1979
- Dixieland in Switzerland, ex libris, 1981
- Old Time Jungle Cats ’Live in Concert’, Point Productions, 1990
- Cats Play Louis, J-Cats, 1996
- Power Jazz 2000, Bucktown Jazzband, Elite Special, 1999
- DIXIE JUMPERS JAZZBAND ZÜRICH live, CD 2005
- A Smooth One – Chicago Swing Rats, CD, 2011
- Blue Revival – Chicago Swing Rats, CD, 2013